# ویشوا
Viśhva (سانسکریت: विश्व)، ریشه विश् ("ویش") به معنای فراگیر. این نام دیگر ویشنو است و به جهان هستی اشاره دارد. این کلمه به کائنات و کل کیهان اشاره دارد.
ویشوا مقید به علت و معلول و در نتیجه به دوگانگی و آگاهی برونگرا است.